# Plagiolepis montivaga
Plagiolepis montivaga är en myrart som beskrevs av Arnold 1958. Plagiolepis montivaga ingår i släktet Plagiolepis och familjen myror. Inga underarter finns listade i Catalogue of Life.